# Mario Paciolla
Mario Paciolla, nato Mario Carmine Paciolla (Napoli, 28 marzo 1987 – San Vicente del Caguán, 15 luglio 2020), è stato un giornalista, attivista e volontario italiano, assassinato durante l'esercizio delle sue funzioni di osservatore ONU dell'accordo tra governo colombiano e FARC.

## Biografia
Laureato in scienze politiche presso l'Università degli Studi di Napoli "L'Orientale" nel 2014, si trasferisce in Colombia nel 2016. Per due anni opera come volontario nella Peace Brigades International, organizzazione non governativa internazionale a tutela dei diritti umani. Nel 2018 inizia la collaborazione con le Nazioni Unite come osservatore per la verifica del corretto svolgimento degli accordi di pace tra il Governo e le Forze Armate Rivoluzionarie della Colombia. Il 15 luglio 2020 viene trovato senza vita nella sua casa di San Vicente del Caguán.
Sin dall'inizio la causa della morte di Mario Paciolla è risultata essere poco chiara. Ritrovato impiccato con un lenzuolo, il decesso è stato inizialmente classificato come suicidio. A seguito di una mobilitazione generale e di nuovi elementi, le autorità colombiane iniziano le indagini su quattro poliziotti, accusati di aver consentito a funzionari delle Nazioni Unite di prelevare oggetti personali della vittima. Anche la procura di Roma apre un fascicolo per chiarire la causa della morte del giovane attivista napoletano. Il caso Paciolla viene seguito dalla legale Alessandra Ballerini, stessa avvocata dell'omicidio di Giulio Regeni. Il 19 ottobre 2022 la procura di Roma chiede l'archiviazione del caso confermando il suicidio, respinta il 9 novembre dell'anno successivo.
Il presidente della Colombia, Iván Duque, aveva nominato Guillermo Botero suo ministro della Difesa quando si verificarono questi eventi. La missione di verifica delle Nazioni Unite, a cui  Paciolla apparteneva come semplice volontario, ha contribuito, al pari di altre istituzioni presenti sul territorio, a denunciare irregolarità nelle operazioni militari dirette da Botero, legate alla morte di minori in un bombardamento diretto a presunti dissidenti delle Forze Armate Rivoluzionarie della Colombia nel dipartimento di Caquetá.